# Gasteracantha cancriformis
Gasteracantha cancriformis är en spindelart som först beskrevs av Carl von Linné 1758.  Gasteracantha cancriformis ingår i släktet Gasteracantha och familjen hjulspindlar. Utöver nominatformen finns också underarten G. c. gertschi.